# J.B. Blanc
Jean-Benoit (J.B.) Blanc, född 13 februari 1969 i Paris, är en fransk skådespelare. Hans mamma var britt och hans pappa var fransman. Han läste till skådespelare på Royal Academy of Dramatic Art. J.B. Blanc har medverkat i bland annat Prison Break och Gustaf 2.